# Riudarenes
Riudarenes település Spanyolországban, Girona tartományban. Riudarenes Santa Coloma de Farners, Sils, Maçanet de la Selva, Massanes és Sant Feliu de Buixalleu községekkel határos. Lakosainak száma 2445 fő (2024).

## Népesség
A település népessége az elmúlt években az alábbi módon változott:
| Lakosok száma | 511  | 1391 | 1189 | 1160 | 1143 | 1581 | 2070 | 2148 | 2182 | 2445 |
|               | 1717 | 1887 | 1936 | 1960 | 1986 | 2004 | 2009 | 2014 | 2019 | 2024 |

## Képgaléria

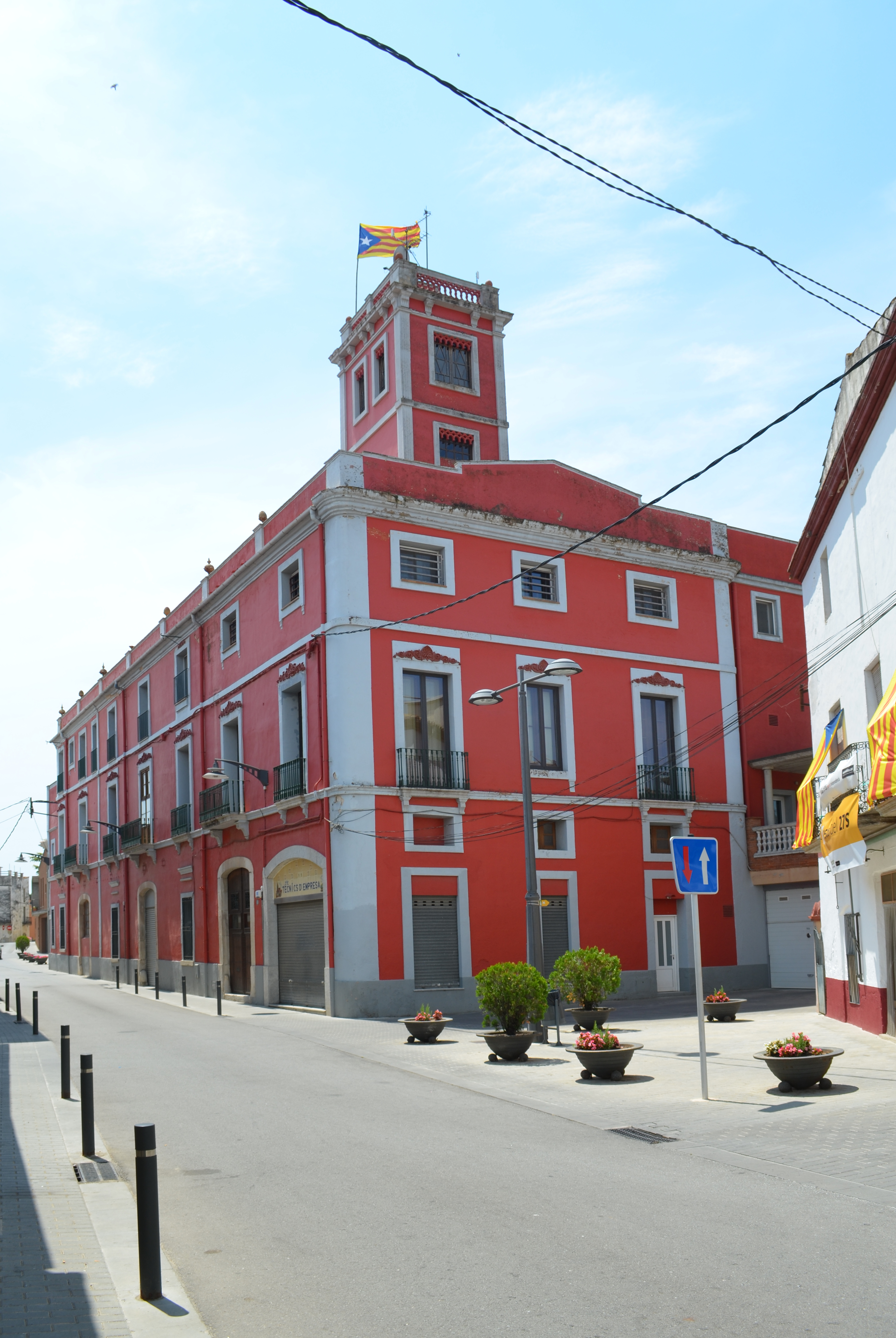
La Farinera
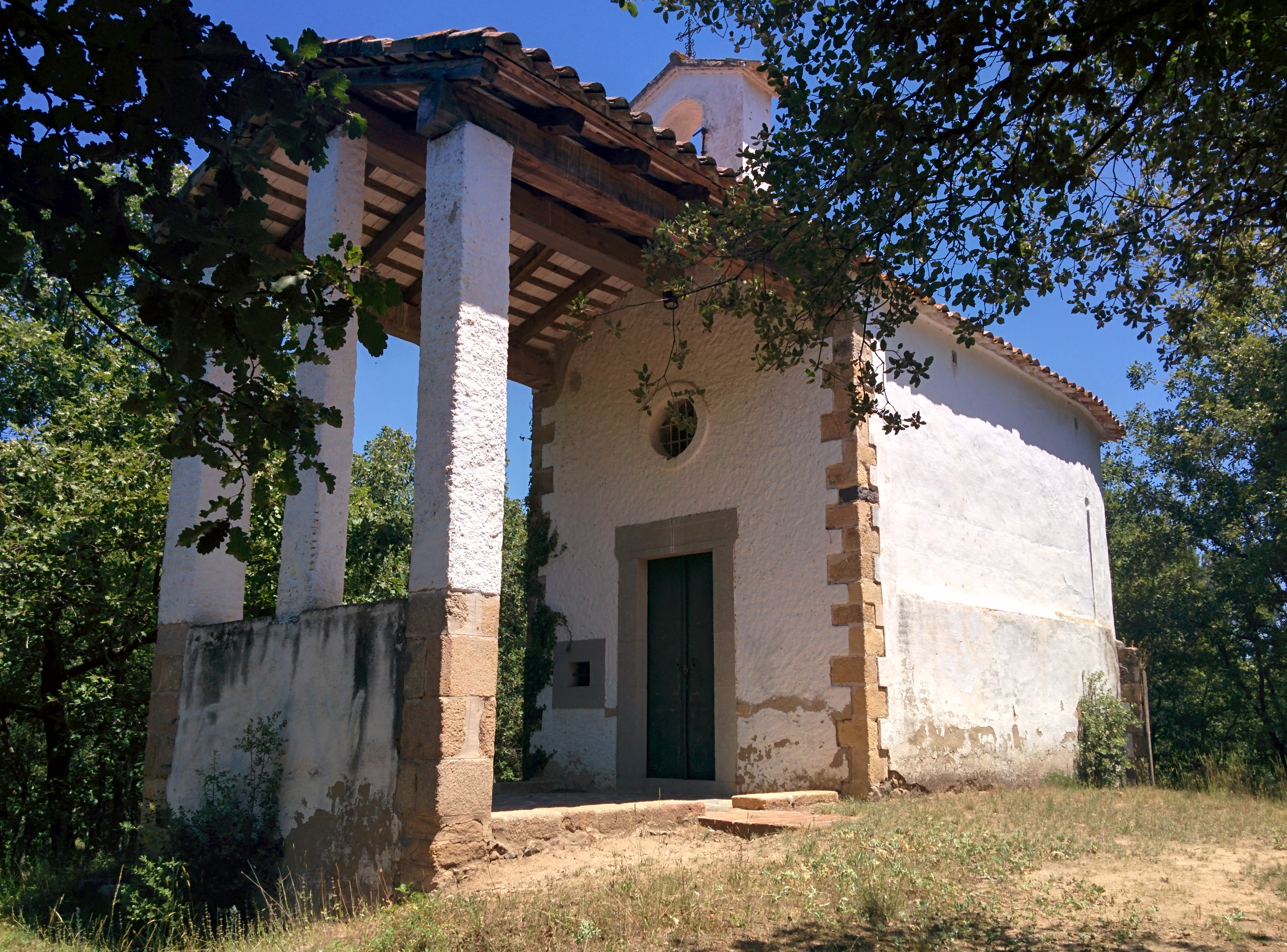
Mare de Déu de Montcorb
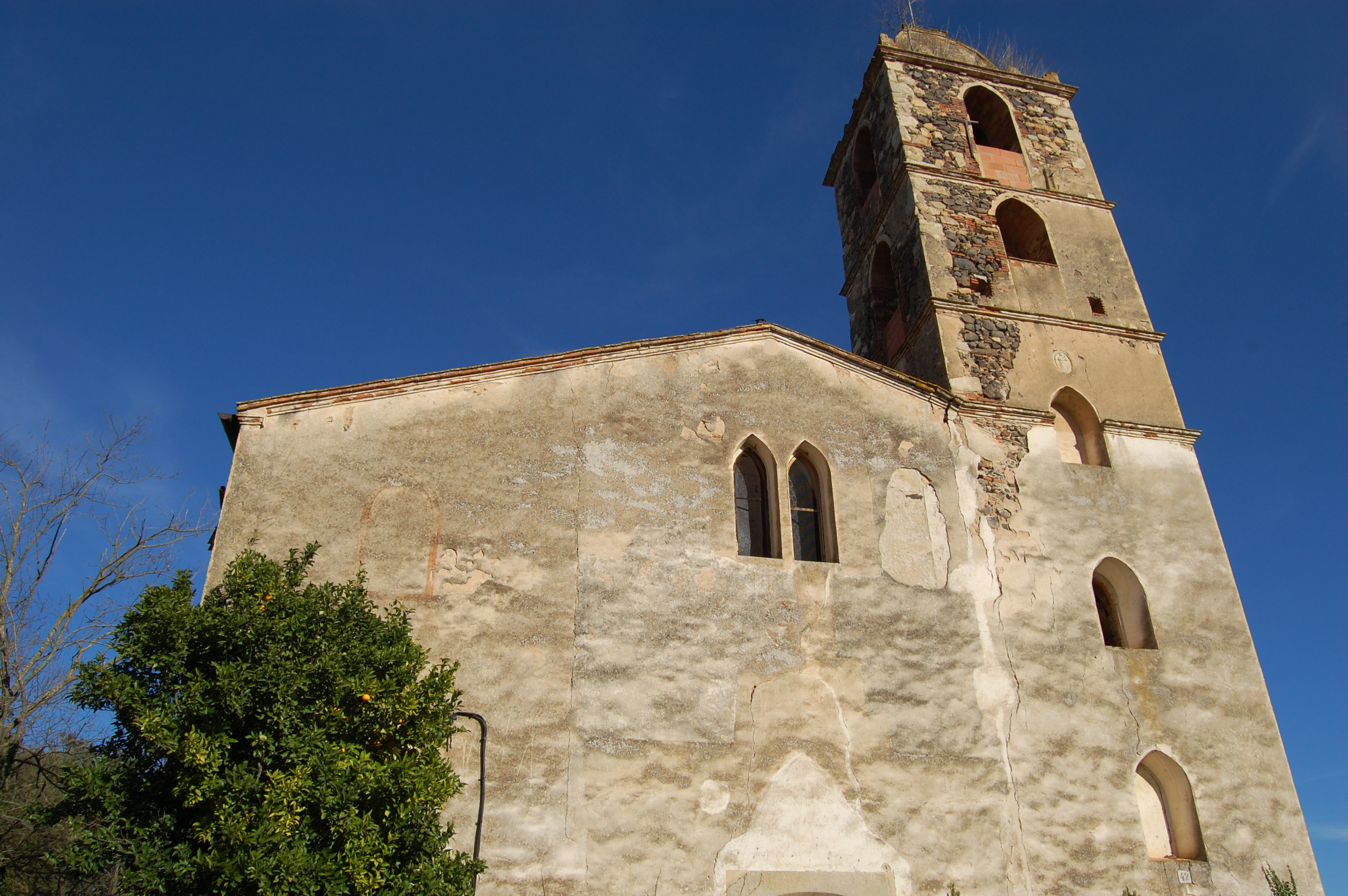
Església de Sant Martí de l'Esparra
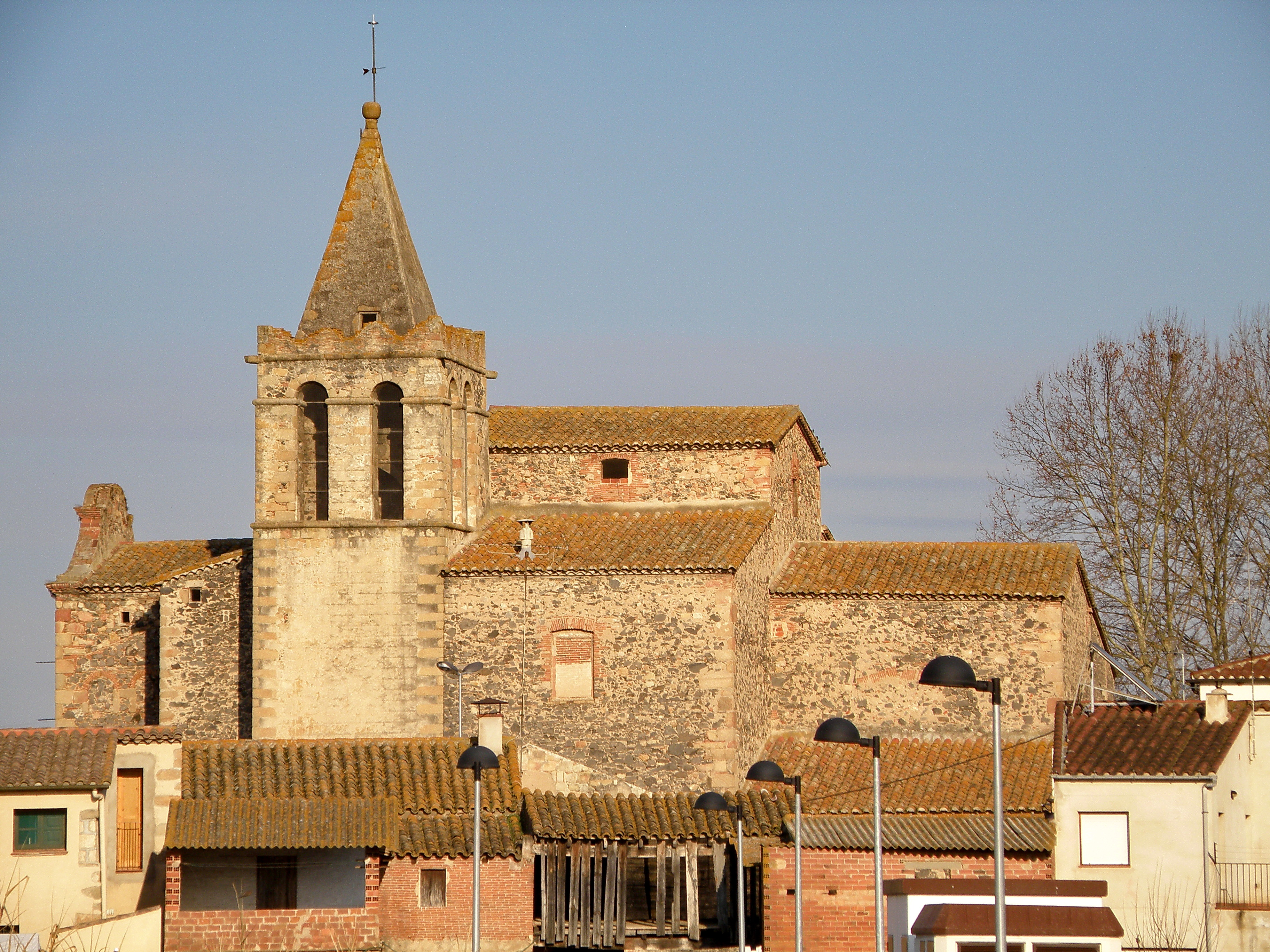
Església parroquial St. Martí
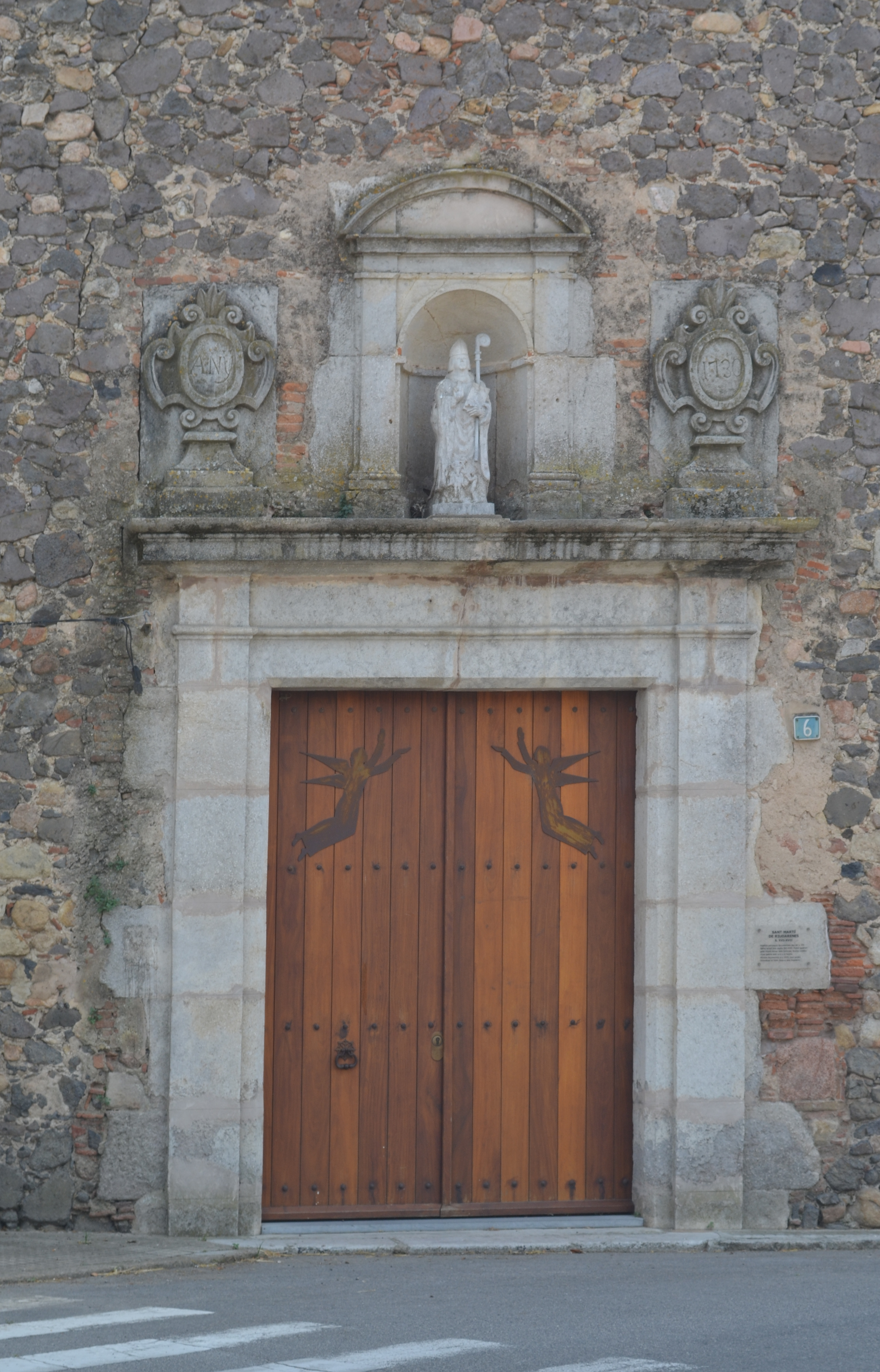
Església parroquial St. Martí, bejárat
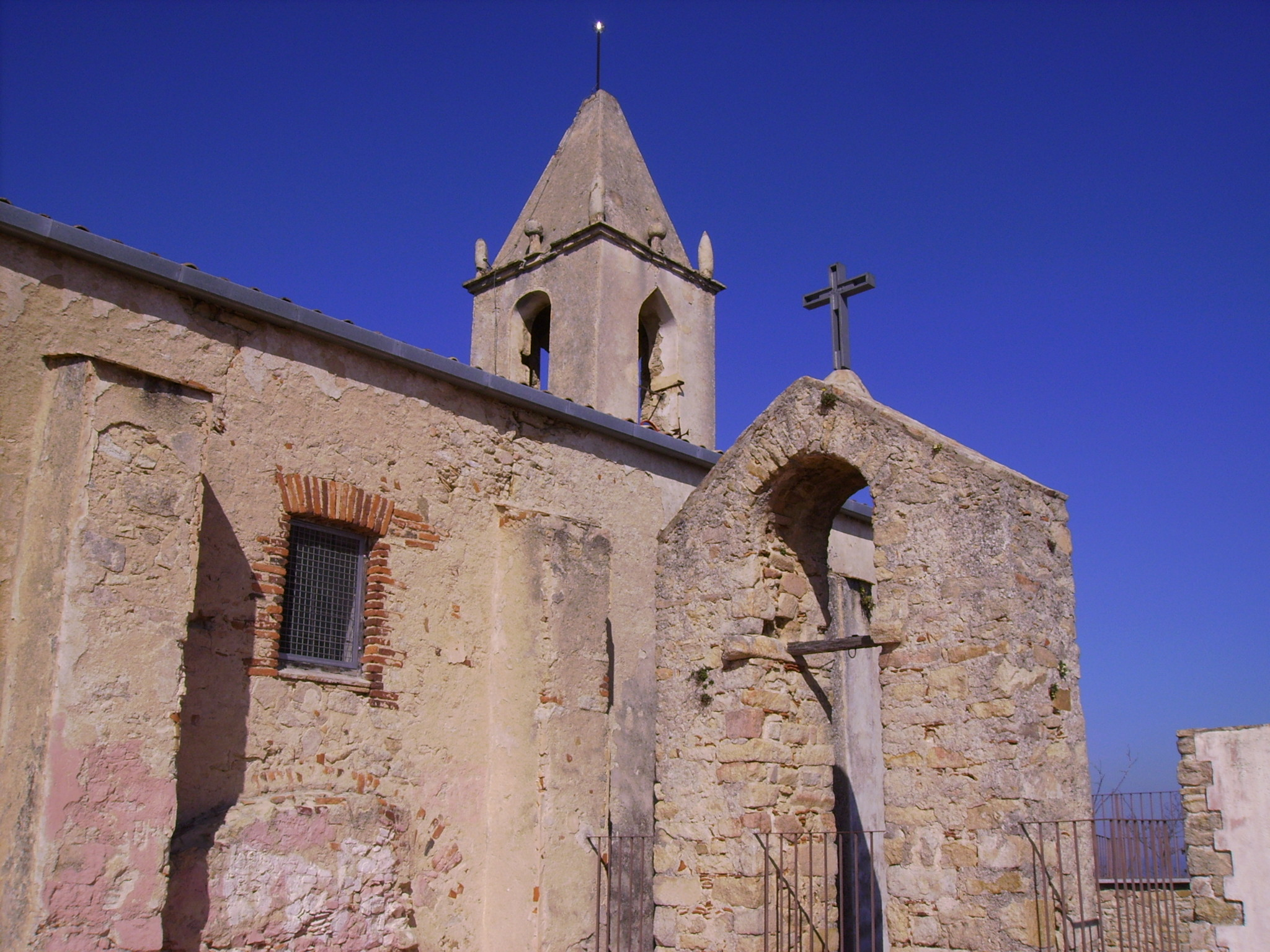
Santuari de la Mare de Déu d'Argimon
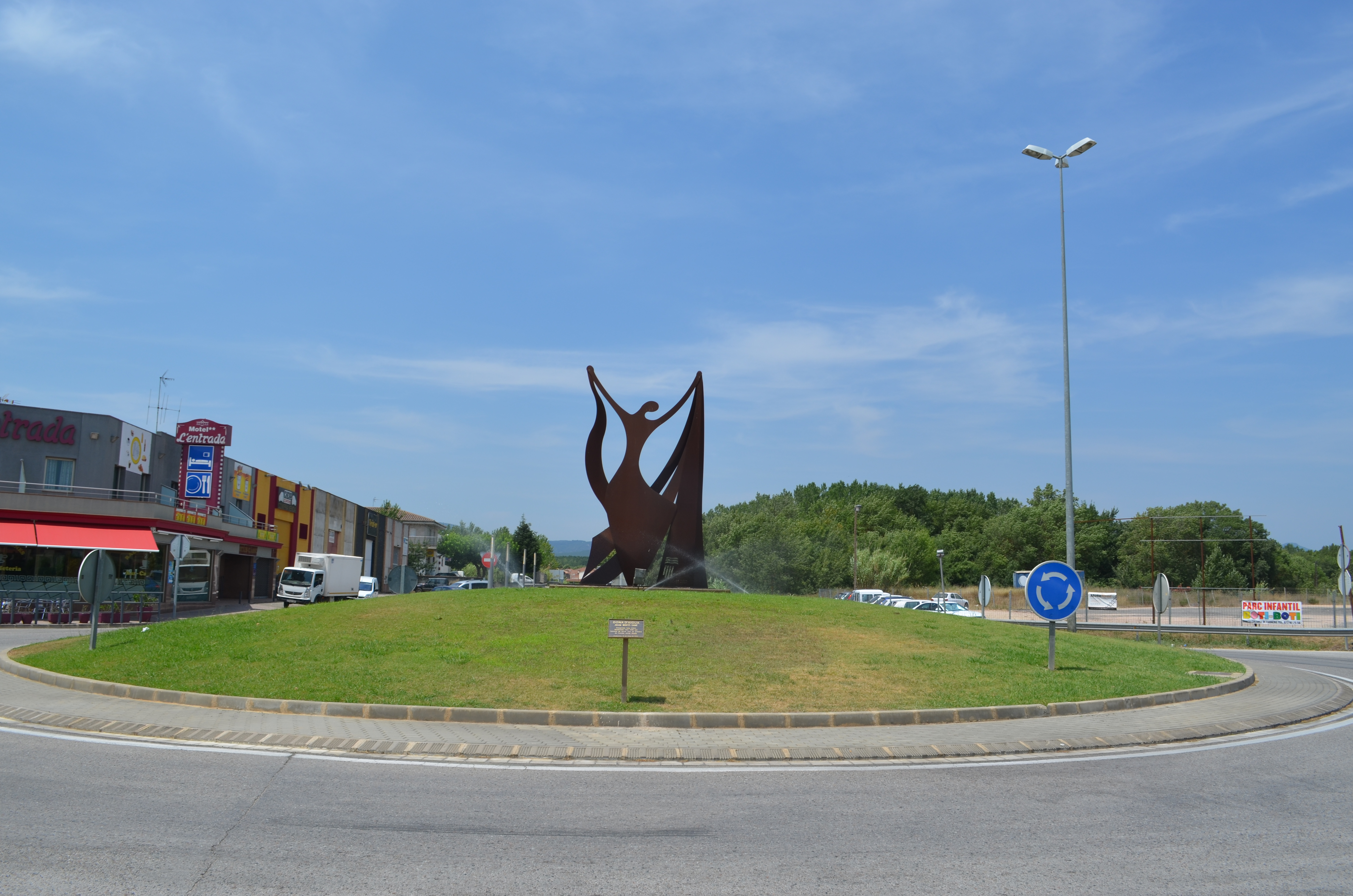
Donna d'Aigua